# Saline de Soulce
La saline de Soulce est exploitée par la Suisse au Moyen Âge et à l'époque moderne à Soulce-Cernay dans le département du Doubs, en région de Bourgogne-Franche-Comté. L'exploitation primitive remonterait à l'époque celtique.
Le gisement exploité correspond au bassin salifère de Franche-Comté daté du Trias supérieur.